# كلارنس بيكيت
كلارنس بيكيت (بالإنجليزية: Clarence Evan Pickett)‏ هو عالم عقيدة أمريكي، ولد في 19 أكتوبر 1884، وتوفي في 17 مارس 1965 في بويسي في الولايات المتحدة.